# Provincia de San Pedro de Totora
San Pedro de Totora es una provincia de Bolivia ubicada en el departamento de Oruro. Cuenta con una población de 5.531 habitantes.
La provincia está conformada únicamente por el municipio de San Pedro de Totora.
La provincia fue creada por Ley de 9 de mayo de 1980 durante el gobierno de Lydia Gueiler Tejada.

## Geografía
La provincia está ubicada en el noroeste del departamento de Oruro, al oeste del país. Limita al norte con el departamento de La Paz, al oeste y suroeste con la provincia de Sajama, al sureste con la provincia de Carangas, y al este con la provincia de Nor Carangas.

## Demografía
De acuerdo con el censo boliviano de 2024, la población de la provincia de San Pedro de Totora es de 6 570 habitantes.
La población de la provincia ha aumentado en más de la mitad en las últimas tres décadas:
| Año  | Habitantes | Fuente |
| ---- | ---------- | ------ |
| 1992 | 4 040      | Censo  |
| 2001 | 4 941      | Censo  |
| 2012 | 5 531      | Censo  |
| 2024 | 6 570      | Censo  |

| Gráfica de evolución demográfica de la provincia de San Pedro de Totora entre 1992 y 2012 |
|                                                                                           |
| Fuente: Instituto Nacional de Estadística de Bolivia                                      |